# کورلیس ویلیمسن
کورلیس ویلیمسن (انگلیسی: Corliss Williamson؛ زادهٔ ۴ دسامبر ۱۹۷۳) بازیکن بسکتبال اهل ایالات متحده آمریکا است.
از باشگاه‌هایی که در آن بازی کرده‌است می‌توان به تورنتو رپترز، فیلادلفیا سونتی‌سیکسرز، و دیترویت پیستونز اشاره کرد.
وی در مسابقات کشوری و بین‌المللی در مجموع برندهٔ ۱ مدال طلا شده‌است.